# Aeroportul Torokina
Aeroportul Torokina (IATA: TOK) este un aeroport din Autonomous Region of Bougainville⁠(d), Papua Noua Guinee.
aeroportul dispune de o singură pistă.